# 내 친구 어둠
《내 친구 어둠》(영어: Orion and the Dark)은 2024년 공개된 미국의 판타지 모험 코미디 애니메이션 영화이다. 에마 얄릿의 동명의 동화를 원작으로 한다.

## 성우진
- 제이컵 트람블레이 - 오리온
- 폴 월터 하우저 - 어둠
- 베르너 헤어초크